# Johnny Rodz
Johnny Rodriguez (New York, 16 mei 1938), beter bekend als Johnny Rodz, is een Amerikaans voormalig professioneel worstelaar.
In 1996 werd Johnny door World Wrestling Federation (WWF) opgenomen in de WWF Hall of Fame

## In worstelen
- Afwerking bewegingen
  - Diving headbutt

- Kenmerkende bewegingen
  - Diving single foot stomp

- Trainer worstelaars

| - Big Vito - Damien Demento - Tommy Dreamer - Patrick Blade - Big Dick Dudley - Brother Ray | - Adrian Byrd - Brother Devon - Bill DeMott - Elektra - Jason Knight - Matt Striker | - Prince Nana - Spanish Angel - Dr. Mongy - Tazz - Ricky Vega |

## Kampioenschappen en prestaties
- Lutte Internationale
  - Canadian International Heavyweight Championship (1 keer)

- World Wrestling Council
  - WWC World Tag Team Championship (1 keer met Super Medico I)

- World Wrestling Federation
  - WWF Hall of Fame (Class of 1996)